# 圣茹尔多里巴特
圣茹尔多里巴特（法語：Saint-Geours-d'Auribat，法語發音：[sɛ̃ ʒuʁ doʁibat]）是法国朗德省的一个市镇，属于达克斯区。

## 地理
圣茹尔多里巴特（43°45'24"N, 0°50'18"W）面积5.47 平方千米，位于法国新阿基坦大区朗德省，该省份为法国西南部沿海省份，是法國本土面积第二大的省，北起吉倫特省，西临大西洋，南至大西洋比利牛斯省，东临热尔省，东北与洛特-加龍省接壤。
与圣茹尔多里巴特接壤的市镇（或旧市镇、城区）包括：卡桑、加马德莱班、奥纳尔、波亚讷、维克多里巴特。
圣茹尔多里巴特的时区为UTC+01:00、UTC+02:00（夏令时）。

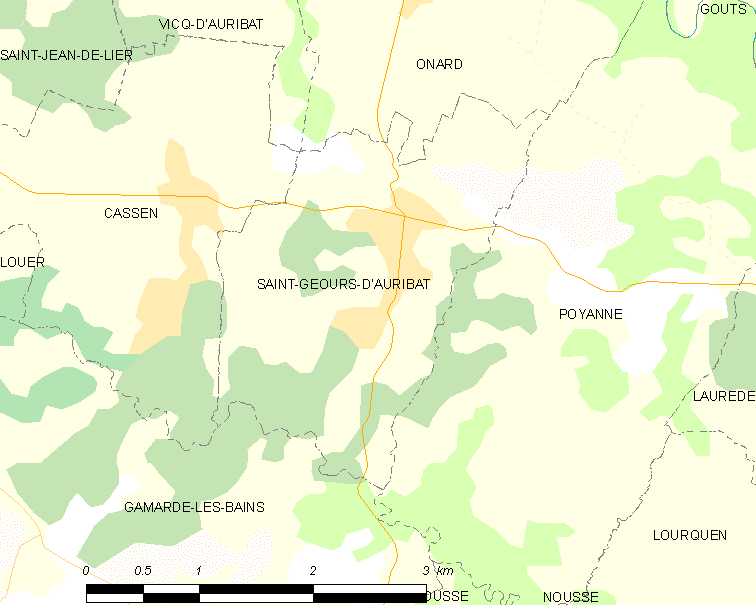
圣茹尔多里巴特的OSM定位图

## 行政
圣茹尔多里巴特的邮政编码为40380，INSEE市镇编码为40260。

## 政治
圣茹尔多里巴特所属的省级选区为沙洛斯山坡县。

## 人口

1962-2008年间圣茹尔多里巴特人口变化图示

圣茹尔多里巴特于2022年1月1日时的人口数量为410人。